# Helena Flats
Helena Flats – jednostka osadnicza w Stanach Zjednoczonych, w stanie Montana, w hrabstwie Flathead.